# Dysstroma delicata
Dysstroma delicata là một loài bướm đêm trong họ Geometridae.